# دوغلاس هاركنيس
دوغلاس هاركنيس هو فلاح وسياسي كندي، ولد في 29 مارس 1903 في تورونتو في كندا، وتوفي في 2 مايو 1999 في كالغاري في كندا. نشط حزبياً في الحزب الكندي التقدمي المحافظ. وقد انتخب عضو مجلس العموم الكندي.

## وصلات خارجية
- دوغلاس هاركنيس على موقع مونزينجر (الألمانية)